# Friedrich Kaiser (Maler)

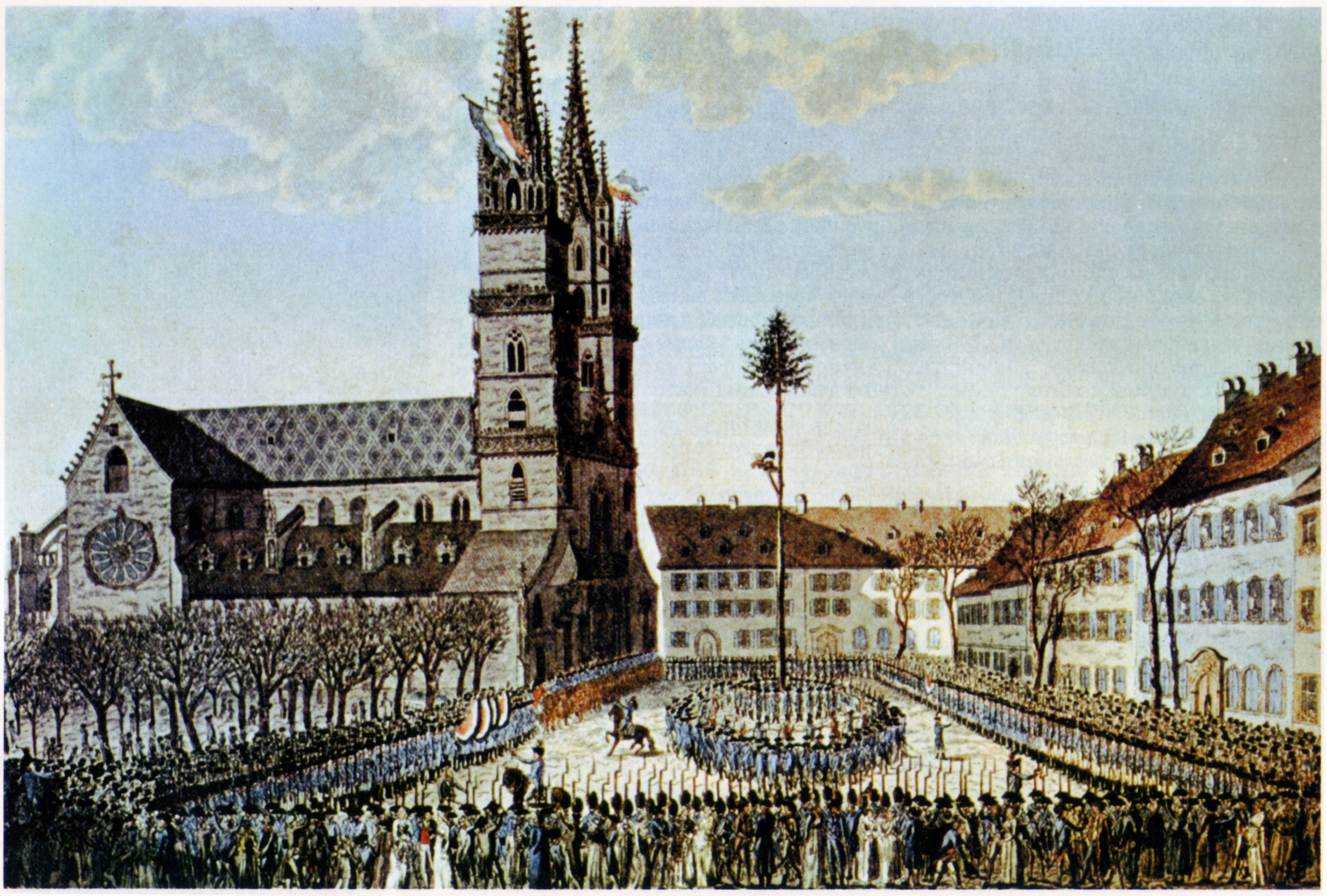
Verbrüderungsfeier zwischen Franzosen und der Basler Bevölkerung um den Freiheitsbaum auf dem Basler Münsterplatz am 20. Januar 1798 im Verlauf der Helvetischen Revolution. Kolorierte Radierung von Friedrich Kaiser

Friedrich Kaiser (* 21. Januar 1815 in Lörrach; † 13. Oktober 1889 in Charlottenburg) war ein deutscher Historien- und Schlachtenmaler sowie Lithograf.

## Leben
Kaiser war der zweite Sohn des Landchirurgen Johann Friedrich Kaiser († 1846) und dessen Ehefrau Frederike geb. Autenrieth († 1854). Der Arzt und Abgeordnete Eduard Kaiser war sein älterer Bruder.
Kaiser wurde wahrscheinlich von Christian Meichelt am Lörracher Pädagogium im Zeichnen unterrichtet.
Friedrich wollte zunächst Lithograf werden und begann 1833 die Ausbildung in Karlsruhe. Es wird angenommen, dass er 1837 nach Paris kam, wo er durch die Schlachtenbilder Horace Vernets so gefesselt wurde, dass er sich diesem Zweig der Malerei zu widmen beschloss.
Von 1845 bis zur Fertigstellung 1848 dokumentierte Kaiser den Bau des Abschnitts der Rheintalbahn zwischen Schliengen und Efringen in zwölf Zeichnungen.

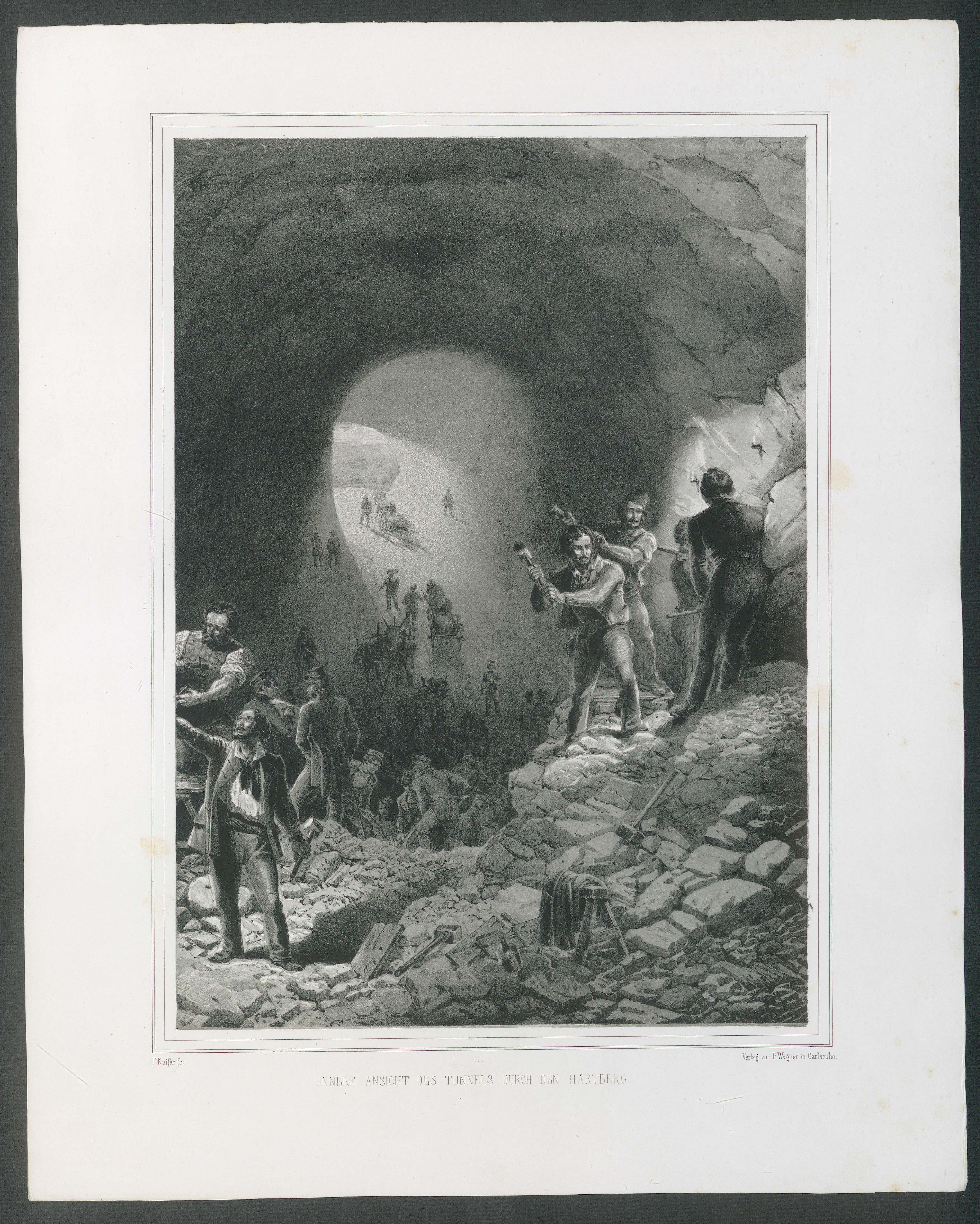
Arbeiter im Tunnel beim Isteiner Klotz

Nach einem Aufenthalt in München ging er 1848 zurück nach Karlsruhe. Kaisers Zeichnungen und Gemälde prägen bis heute unsere Vorstellung von den revolutionären Ereignissen in Baden. Einige dieser Werke wurden schon 1848 im Rheinischen Kunstverein in Karlsruhe ausgestellt.
Im Juni 1849 wurde er bei der preußischen Belagerung der Festung Rastatt beim Zeichnen militärischer Aktionen von den Freischaren gefangen und beinahe als Spion erschossen.
Kaiser arbeitete für den Verleger Johann Jacob Weber und gehörte zu den Pionieren der Bildberichterstattung.
Von 1848 bis 1871 erstellte er Zeichnungen für die Leipziger illustrierten Zeitung – die erste illustrierte Zeitung Deutschlands – über die Badische Revolution 1848/49, den Deutsch-Dänischen Krieg von 1864, den Deutschen Krieg von 1866 und den Deutsch-Französischen Krieg von 1870/71. Diese Zeichnungen dienten ihm später auch als Vorlagen für seine Gemälde. Kaiser fertigte seine Zeichnungen auf Papier, aber er übertrug sie teilweise auch selbst auf Holz. Xylografen machten dann die Holzschnitte oder Holzstiche die als Druckstock dienten.

## Werke

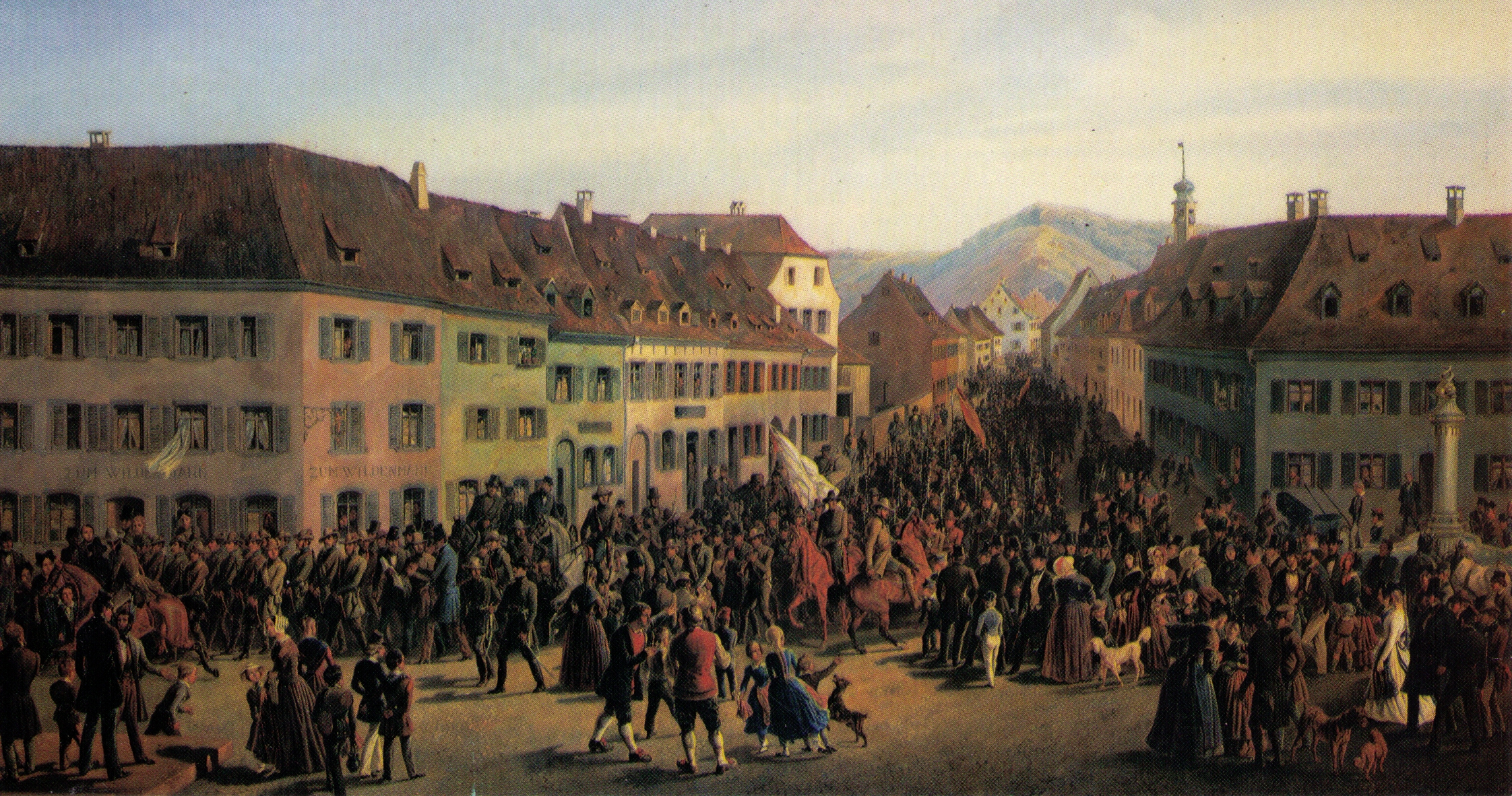
Einzug einer Freischärlerkolonne unter Josef Weißhaar in Lörrach am 20. April 1848 auf dem Weg zur Unterstützung des Heckerzugs beim Gefecht von Kandern. Das Ölgemälde wurde schon wenige Monate später, nämlich im Oktober 1848, im Rheinischen Kunstverein in Karlsruhe ausgestellt.

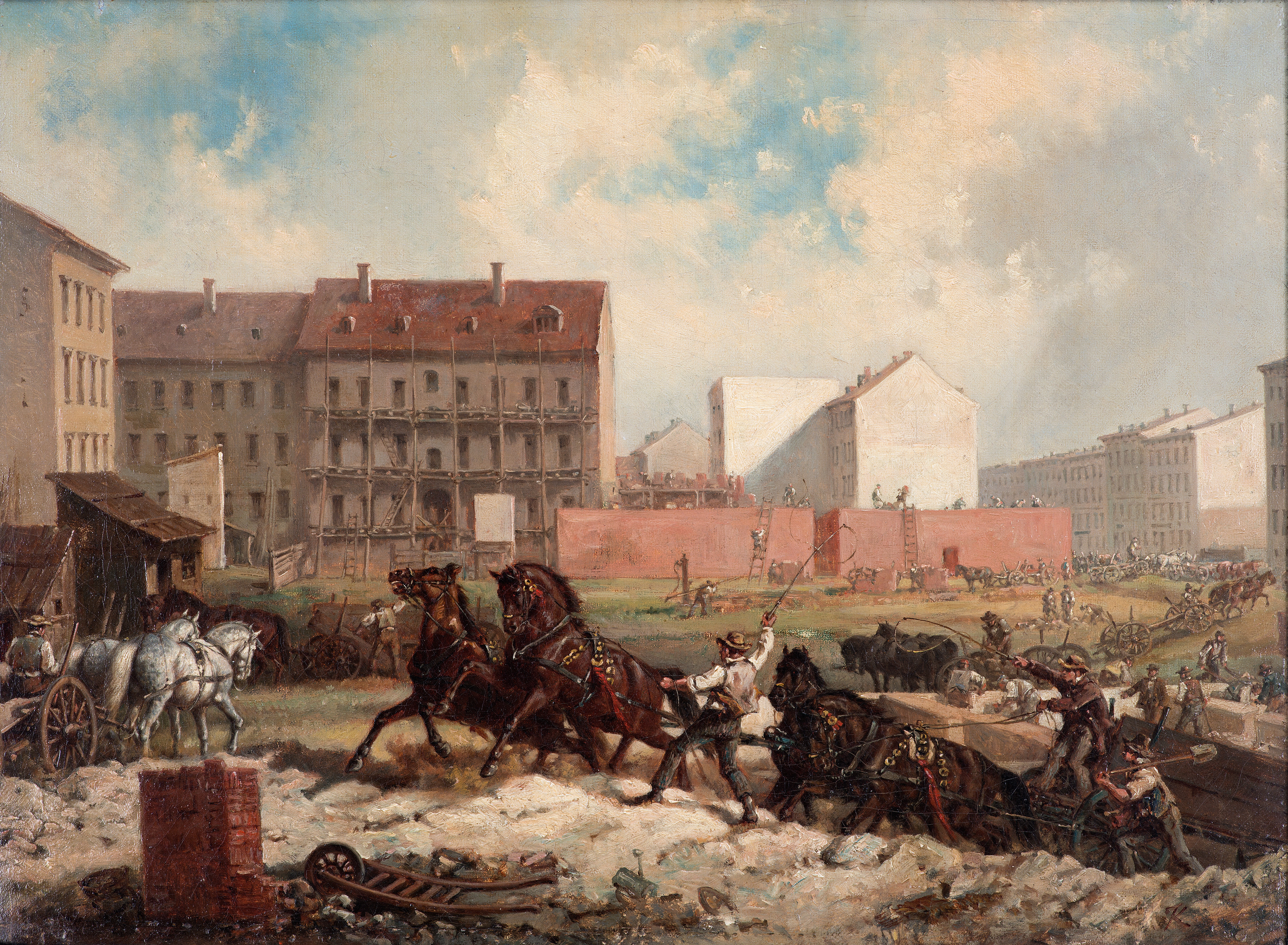
Tempo der Gründerjahre, Bauarbeiten in der Grenadierstraße (heute: Almstadtstraße), um 1875

- Einzug der Freischaaren unter Weißhaar in Lörrach (20. April 1848), Ölgemälde, ausgestellt im Oktober/November 1848 in Karlsruhe[11]
- Einnahme von Staufen (24. September 1848), Zeichnung, ausgestellt im November 1848 in Karlsruhe[12]

- Vertreibung der Türken aus Korfu durch Feldmarschall v. d. Schulenburg 1716,
- Preußische Husaren ziehen über das Schlachtfeld von Belle-Alliance,
- Das erste Garderegiment in der Schlacht vor Paris (1862),
- Konradin in der Schlacht bei Tagliacozzo (1863),
- Lager der Preußen vor Schanze IV bei Düppel (1864, Aquarell),
- Verwundung des Prinzen Friedrich Karl bei Wiesenthal.
- Tempo der Gründerjahre (um 1875, Öl auf Leinwand)
- Kaiser Wilhelm inspiziert eine Geschützposition vor Paris (1879 ausgestellt)
- Kavallerieattacke preußischer Kürassiere bei Rezonville (1886 ausgestellt)

## Sammlung und Würdigung
Das Dreiländermuseum beherbergt in seiner Sammlung 88 Werke, darunter Zeichnungen, Ölbilder und Lithographien. Zum 100. Todestag des Malers zeigte das Museum am Burghof (heute Dreiländermuseum) erstmals in einer Sonderausstellung (1. August 1990 – 24. Januar 1991) die Werke des Künstlers. Zum 200. Geburtstag würdigte das Dreiländermuseum Friedrich Kaiser mit der Sonderausstellung Friedrich Kaiser – Zeitzeuge eines unruhigen Jahrhunderts. In der Ausstellung kam auch der ältere Bruder des Künstlers, der Lörracher Arzt und Politiker Eduard Kaiser (1813–1903), mit seinen (1910 publizierten) Lebenserinnerungen über das Großherzogtum Baden im 19. Jahrhundert, zu Wort.
Das Stadtmuseum Rastatt würdigte seinem Andenken und seiner Berichterstattung über die Badische Revolution 1848/49 mit einer Ausstellung vom 11. November 2017 bis 2. April 2018. Kaiser war zur Zeit der Revolutionsereignisse in Rastatt anwesend und dokumentierte das Geschehen.